# René Bertrand
René Rogelio Roberto Caumont (Buenos Aires, 25 de agosto de 1971-Buenos Aires, 26 de junio de 2025) más conocido como René Bertrand, fue un actor y director teatral argentino, tercera generación de una familia de artistas.

## Carrera artística

### Televisión
En 1990, casi inmediatamente después de terminar sus estudios en el Conservatorio Nacional de Arte Dramático, fue convocado para formar parte del elenco del teleteatro Una voz en el teléfono, de Alberto Migré que emitía Canal 9. Al año siguiente Canal 13 lo convocó para Son de 10, una telecomedia en la que también hicieron camino otros hoy reconocidos actores de esa generación como Florencia Peña y Nicolás Cabré. Durante 1991, 1992 y 1993 participó en varias telecomedias de Canal 9 como Chance, Inconquistable corazón, El Club de los baby sister, Corazón de tiza, Alta Comedia y Regalo del cielo. Rodolfo Ledo lo convocó para integrar el elenco en un episodio de la recordada Sin condena.
En 1992, consiguió su primer personaje importante al interpretar a Gaspar, contrafigura de Pablo Rago en la exitosa comedia Amigos son los amigos, que emitía Telefé y que lideraba la audiencia en el prime time.
De 1993 a 1996, siguió formando parte del equipo artístico de Telefé y participó en reconocidos ciclos como El Gordo y el Flaco, Brigada Cola, Quereme y Los Benvenutto, Chiquititas, Cebollitas. También comenzó su rodaje en el teatro formando parte de El que me toca es un chancho (obra de Alberto Drago) en el Centro Cultural General San Martín. Pese a su gran actividad laboral, Bertrand nunca dejó de lado su formación participando de diversos seminarios de canto, mimo, dirección e iluminación.
En 1996, recibió el «Premio a la mejor labor joven», entregado por la Secretaría de Cultura de la ciudad de Buenos Aires por su actuación en el ciclo televisivo Homenaje al teatro nacional contemporáneo que difundía Canal 9 y en que se interpretaban obras teatrales de autores argentinos tales como Roberto Cossa, Carlos Gorostiza, Gentile y Oscar Viale. También durante ese año fue convocado para coprotagonizar la telecomedia Socios y más, junto a Soledad Silveyra y Claudio García Satur. En 1998 formó parte del programa de entretenimientos Telesuerte que emitía Canal 9 y durante la primera mitad de 1999 participó de la miniserie Drácula protagonizada por Carlos Andrés Calvo, Alejandro Awada, Ulises Dumont y Carolina Fal. A fines de 1999, Gerardo Sofovich lo sumó a sus filas en una nueva edición de su mítico ciclo La peluquería de don Mateo y es allí donde Bertrand, quien formó parte de las ediciones de 2000, 2003 y 2004 del ciclo, mostró sus mejores dotes artísticas y encarnó algunos personajes que quedarían en la historia de dicho ciclo, como el Rosarigasino (quizás su más lograda creación en televisión).
Durante 2001 y 2002, fue convocado por Guillermo Francella para formar parte de Poné a Francella, ciclo de humor que emitió Telefé con singular popularidad. En el año 2005 participa del capítulo «Asignaturas pen-dientes» de la exitosa sitcom Casados con hijos, protagonizada por Francella y Florencia Peña.
Durante 2010, se desempeñó en el programa Polémica en el Bar. Regresó a la televisión en mayo de 2013 protagonizando junto a Toti Ciliberto un clásico del humor argentino La peluquería de don Mateo de Gerardo Sofovich por la pantalla del canal Magazine, desempeñando el rol del «cliente» ―personaje al que le dieron vida figuras inolvidables como Javier Portales, Berugo Carámbula y Rolo Puente―. También en 2013 integró el elenco de la película El negro Olmedo, film que cuenta la vida del popular capocómico argentino, y en el que Bertrand encarna a su propio padre, César Bertrand. Sobre fin de año fue convocado por la productora Pol-ka para interpretar un personaje en los dos últimos capítulos de la exitosa serie Solamente vos protagonizada por Adrián Suar y Natalia Oreiro. Durante el 2017 se desempeñó como director de actores del mítico programa Polémica en el Bar que se emite a diario por la pantalla de América, con producción de Gustavo Sofovich y bajo la conducción de Mariano Iúdica y en el cual, también realizó algunas participaciones actorales. Durante 2021 se desempeñó como director de actores del programa El taller de Checho y Batista que se emitió a diario por la pantalla de TV Pública, con la participación de Tomas Quintin Palma, Señorita Bimbo y Charo López. En 2022 formó parte de la serie El encargado para Star+ con dirección de Gastón Duprat y Mariano Cohn, y protagonizada por Guillermo Francella. En 2023 formó parte de Espartanos, una historia real para Star+ con dirección de Sebastián Pivotto, y protagonizada por Guillermo Pfening, estrenada el 19 de febrero de 2025.

### Teatro
Su carrera en el teatro comercial abarcó varios títulos de comedias picarescas, de las cuales se destaca El champán las pone mimosas, comedia de Gerardo Sofovich, con más de tres años ininterrumpidos en cartel y superando las mil representaciones y los 700 000 espectadores entre agosto de 2005 y noviembre de 2008. También se destacó en otras como: Bombones y champán, Humor gitano, Le referí Cornud, La risa está servida, Feliz caño nuevo, Flor de pito, Boeing-Boeing, Sin comerla ni beberla, 14 millones, Clavado en París, Citas Peligrosas, El Plan, Siddharta, buscando la verdad, La Mentirita, Andate Amor Mio! ySWITCH -Todos podemos cambiar.
Como director contó con más de una veintena de títulos, citándose: Mi tío es un travieso, Historia de varieté, El champán las pone mimosas en sus versiones (2007-2008 y la gira nacional de 2014), El enterrador, Una familia poco normal, Pobres pero casi honradas, No somos santas, Le referí cornud, Una Noche Excepcional,14 millones, Venecia, Sin comerla ni beberla, Shock-Shock, Tu cola me suena, Regatos salvajes, Clavado en París, Bombones y champán, Mujeres de ceniza, El Plan, Despedida de casado, Citas Peligrosas, La Mentirita, Beto Cesar de papel, Andate Amor Mio!, Las de Barranco, SWITCH - Todos podemos cambiar y P.O.C.O - Nadie es capaz de tanto.

## Honores
Fue galardonado con ocho Premios Carlos (premio de la Municipalidad de Villa Carlos Paz para distinguir a las figuras destacadas cada verano), cinco como actor (2004-2005-2010-2011 y 2017), dos como director (2006 y 2017) y uno como autor (2019). Su primera producción independiente Mi tío es un travieso sostiene el récord de Premios Carlos que fueron ocho otorgados a una misma comedia. Creó una pequeña productora teatral junto a su esposa. 
Durante el verano de 2010-2011 protagonizó la comedia Flor de pito y fue premiado con su quinto premio Carlos como «mejor actor protagónico en comedia».
En 2014 recibió su primera nominación a los premios Estrella de Mar como «actor protagónico en comedia» por su labor en Clavado en París. Dirigió y protagonizó la gira nacional de El champán las pone mimosas. 
En 2016 vuelve a ser nominado a los Estrella de Mar por su labor en Citas Peligrosas. 
En 2017, ganó el premio Carlos como «actor protagonista» y también como director por su trabajo al frente de Citas Peligrosas, obra que se impuso además como «mejor comedia» y en la que compartió cartel con su madre María Rosa Fugazot. 
Durante el 2019, se sumó a El Plan, obra que protagonizó, dirigió y contó con su coautoría, obtiene en premio Carlos Paz 3 premios Carlos y el Carlos de Plata a la «mejor comedia dramática». En mayo de ese mismo año, se sumó a la comedia musical Siddharta convocado por Flavio Mendoza, para interpretar el rol de El Padre, en lo que fue su primera incursión en el género..
Durante la temporada 2021 regresó a Carlos Paz, al Teatro del Lago para protagonizar y dirigir la comedia La Mentirita en la compartió cartel con Freddy Villarreal e Iliana Calabro. 
En 2022, escribió, dirigió y protagonizó la obra Andate Amor Mío presentándose en el Teatro Zorba de Carlos Paz, con Paula Morales y Belén Giménez, quien ganó un premio Carlos como «mejor actuación femenina en reparto» dentro de las cinco nominaciones que obtuvo la comedia.
En 2023 escribió junto a Nicolás Yannicelli la obra Switch: Todos podemos cambiar, la cual dirigió y protagonizó, presentándose en el Teatro del Sol en Carlos Paz desde el 27 de diciembre de ese año. La obra obtuvo ocho nominaciones a los premios Carlos, donde fue galardonado con uno especial otorgado por el jurado. También recibió el premio Estrella de Concert por «mejor dirección» y «mejor comedia», así como el Estrella de Concert de plata. La obra se presentó en Buenos Aires en el Teatro Picadilly desde el 18 de septiembre hasta el 29 de noviembre del 2024.

## Vida personal
Fue hijo del actor César Bertrand y la reconocida actriz María Rosa Fugazot, nieto de María Esther Gamas y del músico Roberto Fugazot. Su padrino fue el actor Alberto Olmedo.
Falleció el 26 de junio de 2025 a los 53 años en la Ciudad Autónoma de Buenos Aires. El deceso fue confirmado por su madre y por la Asociación Argentina de Actores.
Según trascendió en diversos medios, se encontraba atravesando un cáncer metastásico en los huesos de larga data, y en los días previos a su muerte habría sufrido un cuadro gripal agudo. Aunque no se difundió un parte médico oficial, fuentes cercanas indicaron que un colapso de salud, posiblemente vinculado a estas condiciones, desencadenó su fallecimiento.